# (750) Oskar
(750) Oskar  est un astéroïde de la ceinture principale.

## Caractéristiques
Il a été découvert le 28 avril 1913 par l'astronome autrichien Johann Palisa depuis Vienne. Sa désignation provisoire était 1913 RG.
Le nom Oskar honore Oskar Ruben von Rothschild (29/04/1888-13/07/1909).
Les calculs d'après les observations de l'IRAS lui accordent un diamètre d'une vingtaine de kilomètres. Il fait partie de la famille de Nysa.